# Adam Roczek

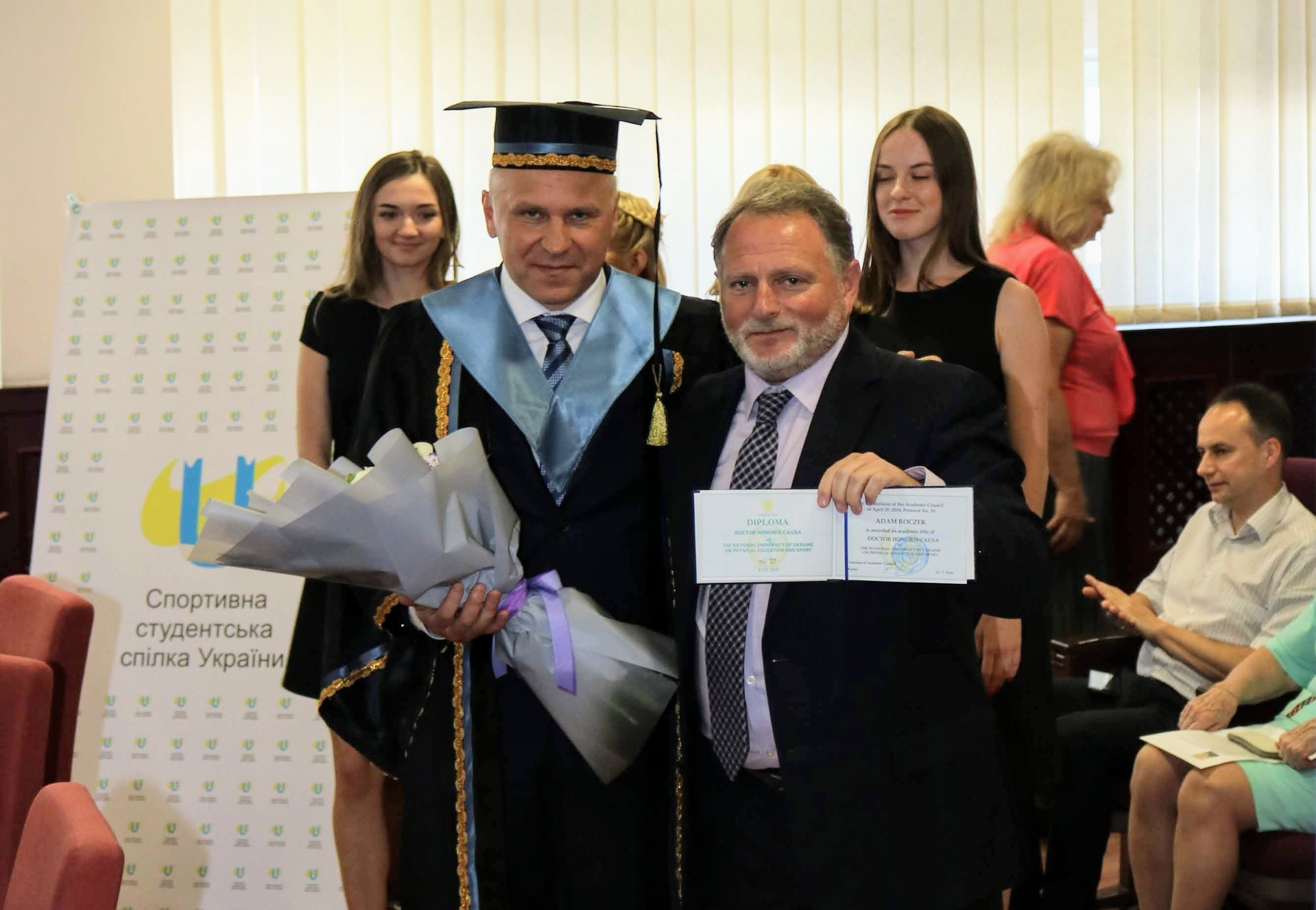
Adam Roczek Kijów

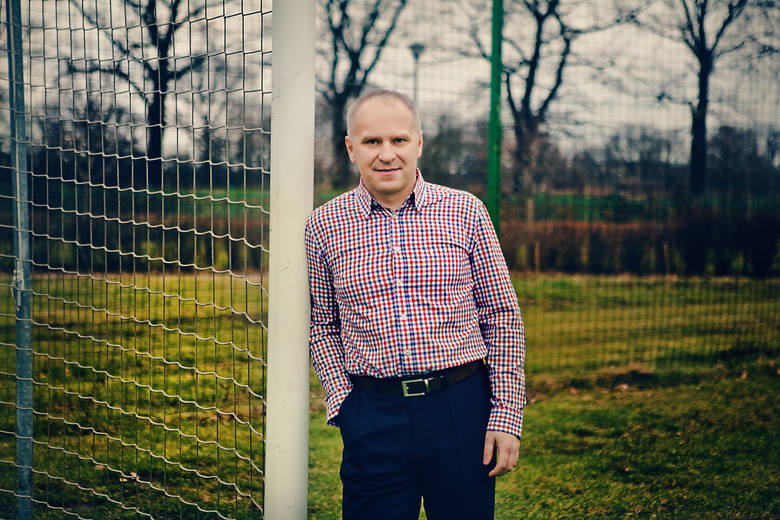
AZS KS Wrocław

Adam Franciszek Roczek (ur. 3 grudnia 1967 we Wrocławiu) – działacz społeczny w Akademickim Związku Sportowym. Pracownik administracyjny na Akademii Wychowania Fizycznego we Wrocławiu.

## Życiorys
Po ukończeniu Technikum Elektrycznego rozpoczął studia na Wydziale Nauk Społecznych Uniwersytetu Wrocławskiego. Absolwent Akademii Wychowania Fizycznego we Wrocławiu na kierunku turystyka i rekreacja oraz studiów podyplomowych na kierunku menedżer sportu. Od ukończenia studiów związany zawodowo z Akademickim Związkiem Sportowym. Aktualnie pełni funkcję Wiceprezesa Zarządu Głównego AZS z siedzibą w Warszawie oraz Prezydenta Europejskiego Stowarzyszenia Sportu Akademickiego EUSA z siedzibą w Zurychu od 2012. Był wiceprezesem Komitetu Organizacyjnego World Games 2017 we Wrocławiu.

## Odznaczenia i wyróżnienia
- Srebrny Krzyż Zasługi Prezydenta RP za zasługi w działalności na rzecz rozwoju i upowszechniania sportu (2009)[4]
- Brązowy Krzyż Zasługi Prezydenta RP za zasługi dla rozwoju sportu, za działalność społeczną (2001)[5]
- Złota Odznaka Akademickiego Związku Sportowego[1]
- medal za Zasługi dla Sportu Republiki Litewskiej[1]
- Laureat Nagrody Prezydenta Wrocławia[1]
- Doctor honoris causa Państwowego Uniwersytetu Kultury Fizycznej i Sportu w Kijowie (2017)[1]
- Doctor honoris causa Państwowego Uniwersytetu Kultury Fizycznej i Sportu w Kiszyniowie[1]